# Stazione di Isola del Cantone
La stazione di Isola del Cantone è una fermata ferroviaria della linea Torino–Genova aperta nel 1853. Sorge in Piazza Mazzini, nel centro del paese omonimo. L'impianto serve anche il comune di Vobbia.
L'impianto è gestito da Rete Ferroviaria Italiana (RFI) che la categorizza all'interno della categoria bronze.

## Strutture e impianti
L'esterno del fabbricato viaggiatori è dipinto di rosso. All'interno è presente una piccola sala d'attesa. Nei pressi della stazione sorge un bar.
Il piazzale ospita due binari passanti riservati al servizio viaggiatori con la seguente destinazione d'uso:
- dal primo binario partono treni a breve percorrenza provenienti da Genova Brignole e diretti ad Arquata Scrivia, e Novi Ligure (gli ultimi due nelle ore serali).
- dal secondo binario partono treni a breve percorrenza provenienti da Arquata Scrivia, Novi Ligure e Alessandria e diretti a Genova Brignole.

È nella lista delle stazioni impresenziate che vengono concesse in comodato d'uso gratuito a comuni o associazioni per il riutilizzo.

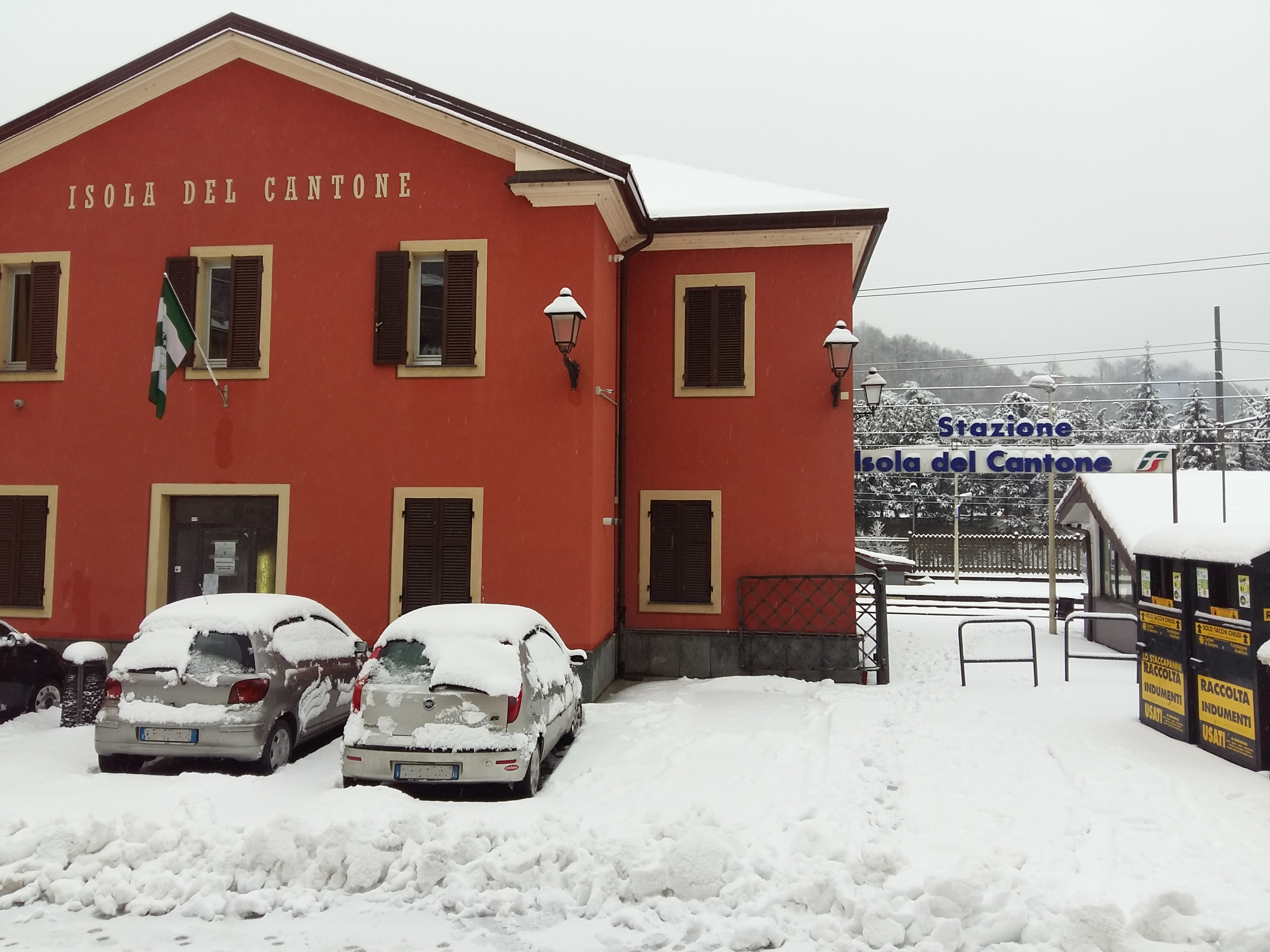
Stazione di Isola durante una nevicata a Marzo 2016

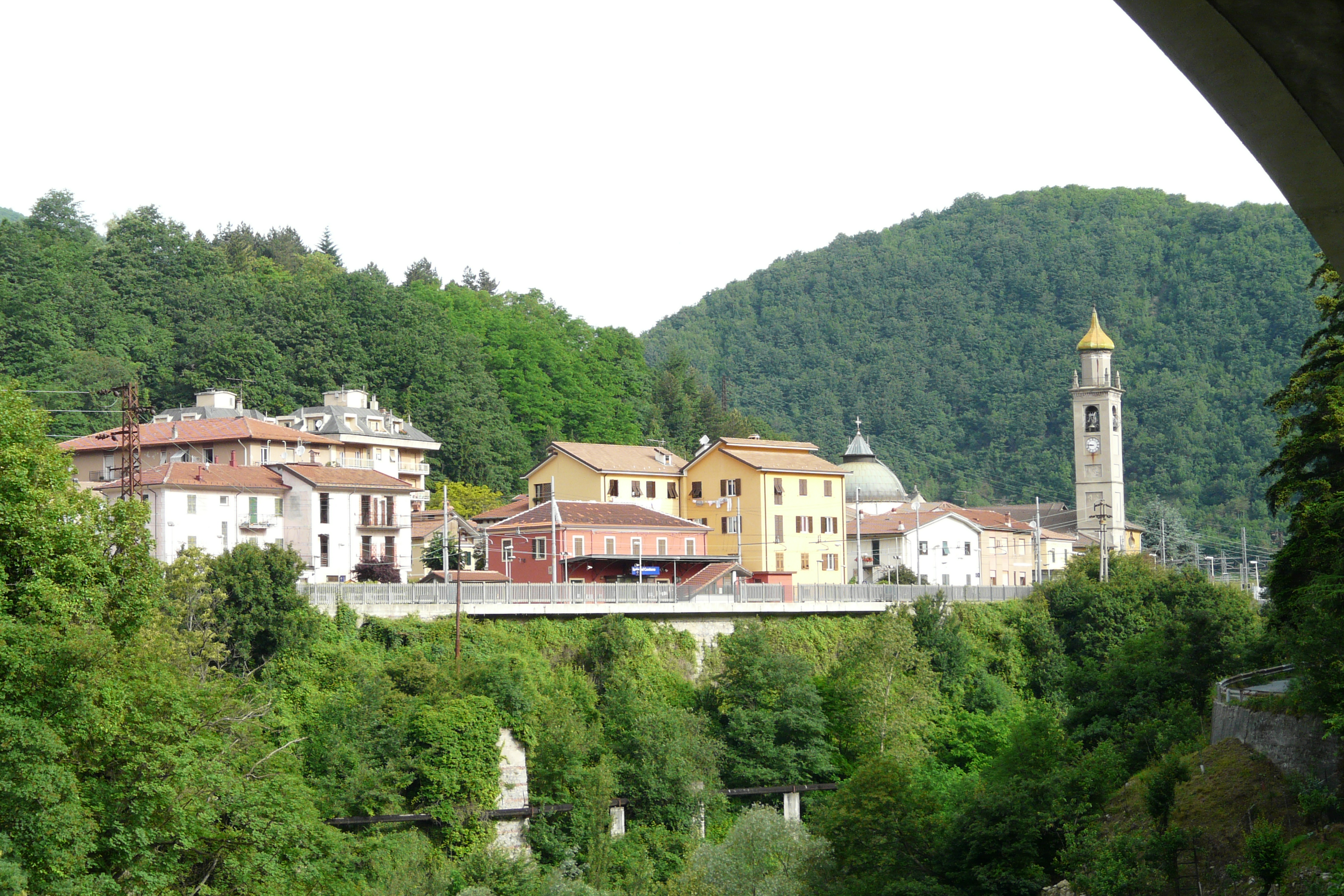
Panoramica di Isola del Cantone con la stazione

## Movimento
Nei giorni feriali, la fermata è servita da trentaquattro treni regionali della direttrice Arquata Scrivia – Genova Brignole.
Da lunedì 13 settembre 2010, con l'inizio del potenziamento del nodo ferroviario genovese, alcuni treni a servizio della direttrice Arquata – Genova terminano la loro corsa presso Genova Sampierdarena. Al termine dei lavori, la frequenza dei treni a servizio della stazione di Isola del Cantone aumenterà fino a raggiungere la cadenza di mezz'ora, sia in direzione di Arquata sia verso Genova.

## Servizi
La stazione dispone di:
- Biglietteria
- Bar
- Sala di attesa
- Servizi igienici